# Rudula
Rudula (Radula, vagy Šarac) egy lakatlan szigetecske az Adriai-tengerben, Horvátországban, Šolta-szigetének közelében.

## Leírása
Rudula egy szigetecske Šolta-szigetének nyugati partja előtt (1,5 km-re), a Šolta-csatornában. Területe 0,086 km². Kiterjedése északnyugat-délkeleti irányú, hosszúsága 0,45 km, legnagyobb szélessége pedig 0,25 km. A sziget alacsony (17 m) és a tagolatlan partvonal hossza 1 km. Rudulától északra fekszenek a Stipanska és a Grmej, keleten a Balkun és délkeleten a Kamik nevű szigetek. A környező tenger a rákok (európai homár) vadászterülete.